# ریچارد سینکلر
ریچارد استیون سینکلر (متولد ۶ ژوئن ۱۹۴۸) نوازنده گیتار بیس، گیتاریست و خواننده سبک راک پراگرسیو انگلیسی است که عضو چندین گروه موسیقی در صحنه کانتربری بوده است.